# Mur-de-Sologne
Mur-de-Sologne és un municipi francès, situat al departament del Loir i Cher i a la regió de Centre – Vall del Loira. L'any 2007 tenia 1.305 habitants.

## Demografia

### Població
El 2007 la població de fet de Mur-de-Sologne era de 1.305 persones. Hi havia 522 famílies, de les quals 136 eren unipersonals (70 homes vivint sols i 66 dones vivint soles), 189 parelles sense fills, 160 parelles amb fills i 37 famílies monoparentals amb fills.
La població ha evolucionat segons el següent gràfic:
Habitants censats

### Habitatges
El 2007 hi havia 677 habitatges, 540 eren l'habitatge principal de la família, 89 eren segones residències i 48 estaven desocupats. 603 eren cases i 61 eren apartaments. Dels 540 habitatges principals, 376 estaven ocupats pels seus propietaris, 143 estaven llogats i ocupats pels llogaters i 21 estaven cedits a títol gratuït; 6 tenien una cambra, 40 en tenien dues, 97 en tenien tres, 167 en tenien quatre i 230 en tenien cinc o més. 435 habitatges disposaven pel capbaix d'una plaça de pàrquing. A 223 habitatges hi havia un automòbil i a 257 n'hi havia dos o més.

### Piràmide de població
La piràmide de població per edats i sexe el 2009 era:
| Homes | Edats   | Dones |
| ----- | ------- | ----- |
| 0     | 95 o +  | 4     |
| 4     | 90 a 94 | 0     |
| 16    | 85 a 89 | 8     |
| 4     | 80 a 84 | 8     |
| 12    | 75 a 79 | 20    |
| 20    | 70 a 74 | 48    |
| 40    | 65 a 69 | 24    |
| 24    | 60 a 64 | 28    |
| 36    | 55 a 59 | 36    |
| 32    | 50 a 54 | 48    |
| 52    | 45 a 49 | 32    |
| 44    | 40 a 44 | 44    |
| 40    | 35 a 39 | 40    |
| 64    | 30 a 34 | 48    |
| 28    | 25 a 29 | 48    |
| 40    | 20 a 24 | 24    |
| 28    | 15 a 19 | 16    |
| 20    | 10 a 14 | 56    |
| 32    | 5 a 9   | 48    |
| 24    | 0 a 4   | 48    |

## Economia
El 2007 la població en edat de treballar era de 808 persones, 643 eren actives i 165 eren inactives. De les 643 persones actives 566 estaven ocupades (301 homes i 265 dones) i 76 estaven aturades (45 homes i 31 dones). De les 165 persones inactives 64 estaven jubilades, 52 estaven estudiant i 49 estaven classificades com a «altres inactius».

### Ingressos
El 2009 a Mur-de-Sologne hi havia 577 unitats fiscals que integraven 1.414,5 persones, la mediana anual d'ingressos fiscals per persona era de 16.440 €.

### Activitats econòmiques
Dels 49 establiments que hi havia el 2007, 1 era d'una empresa extractiva, 1 d'una empresa alimentària, 3 d'empreses de fabricació d'altres productes industrials, 7 d'empreses de construcció, 13 d'empreses de comerç i reparació d'automòbils, 4 d'empreses de transport, 5 d'empreses d'hostatgeria i restauració, 1 d'una empresa financera, 5 d'empreses de serveis, 7 d'entitats de l'administració pública i 2 d'empreses classificades com a «altres activitats de serveis».
Dels 14 establiments de servei als particulars que hi havia el 2009, 1 era una oficina de correu, 1 una oficina bancària, 3 tallers de reparació d'automòbils i de material agrícola, 3 paletes, 1 guixaire pintor, 1 fusteria, 1 lampisteria, 1 perruqueria i 2 restaurants.
Dels 6 establiments comercials que hi havia el 2009, 1 era una gran superfície de material de bricolatge, 1 una botiga de menys de 120 m², 1 una botiga de mobles, 2 drogueries i 1 una joieria.
L'any 2000 a Mur-de-Sologne hi havia 15 explotacions agrícoles que ocupaven un total de 286 hectàrees.

## Equipaments sanitaris i escolars
L'únic equipament sanitari que hi havia el 2009 era una farmàcia.
El 2009 hi havia una escola elemental.

## Poblacions més properes
El següent diagrama mostra les poblacions més properes.